# Matta Band
Matta Band es una banda musical formada en Bandung, Indonesia, se formó el 2006. Actualmente está integrada por Sunu Hermaen Matta (voz), Yadi Bachman aka Wox (batería), Yogi Wargana alias Igoy (guitarra), Dicky Yudha Handika (guitarra), Setia Permana Stay (bajo) y Yudi Permana (teclado). Su primer álbum titulado "Ketahuan, Sumpah Mati, Playboy", fue lanzado en junio del 2007. La banda se hizo famoso tras lanzar su tema musical titulado "Ketahuan" extraído de su primer álbum antedicho. En el 2009, Matta Band lanzó su segundo álbum titulado "Permatta", dedicado a Permatta, en la que contiene unos 10 temas musicales.

## Discografía
- Ketahuan, Sumpah Mati, Playboy (2007)
- Permata (2009)
- Kalimat Sakti (2011)

## Sencillo
- Aku Jadi Kurus (2015)